# اوتافيو سيلفا
اوتافيو سيلفا لاعب كرة قدم برازيلي، من مواليد 10 أكتوبر 1990، يلعب الآن مع نادي خيطان كلاعب هجوم، شارك في كأس الأمير 52 مع نادي خيطان.